# Ganglidian
Ganglidian (kinesiska: 岗李店, 岗李店乡) är en socken i Kina. Den ligger i provinsen Henan, i den centrala delen av landet, omkring 270 kilometer sydost om provinshuvudstaden Zhengzhou. Antalet invånare är 40 108. Befolkningen består av 20 180 kvinnor och 19 928 män. Barn under 15 år utgör 26,0 %, vuxna 15-64 år 63 %, och äldre över 65 år 10,0 %.
Genomsnittlig årsnederbörd är 1 111 millimeter. Den regnigaste månaden är september, med i genomsnitt 197 mm nederbörd, och den torraste är januari, med 18 mm nederbörd.